# 胡托羅-恰普利內
48°10′10″N 36°15′20″E / 48.16944°N 36.25556°E
胡托羅-恰普利內（羅馬化：Khutoro-Chaplyne）是烏克蘭的村落，位於該國中部第聶伯羅彼得羅夫斯克州，由錫內利尼科韋區負責管轄，距離斯維里多韋1.5公里，面積4.4平方公里，2001年人口678。